# Nuoto ai campionati europei di nuoto 2014 - 50 metri dorso femminili
La gara dei 50 metri dorso femminili degli Europei 2014 si è svolta il 22-23 agosto. Le qualifiche per la semifinale si sono svolte la mattina del 22 agosto 2014, mentre la semifinale si è svolta la sera dello stesso giorno. La finale, invece, si è svolta la sera del 23 agosto 2014.

## Medaglie
| Posizione | Atleta            | Paese       |
| --------- | ----------------- | ----------- |
| Oro       | Francesca Halsall | Regno Unito |
| Argento   | Georgia Davies    | Regno Unito |
| Bronzo    | Mie Nielsen       | Danimarca   |

## Record
Prima della manifestazione il record del mondo (RM), il record europeo (EU) e il record dei campionati (RC) erano i seguenti.
| Record mondiale       | 27"06 | Zhao Jing Cina                      | 30 luglio 2009 Roma, Italia       |
| Record europeo        | 27"23 | Daniela Samulski Germania           | 30 luglio 2009 Roma, Italia       |
| Record dei campionati | 27"64 | Aljaksandra Herasimenja Bielorussia | 14 agosto 2010 Budapest, Ungheria |

Durante la competizione non sono stati migliorati record.

## Risultati

### Batterie
| Pos. | Batteria | Corsia | Atleta                  | Nazionalità          | Tempo | Note |
| ---- | -------- | ------ | ----------------------- | -------------------- | ----- | ---- |
| 1    | 3        | 4      | Mie Nielsen             | Danimarca            | 27"93 | Q    |
| 2    | 5        | 4      | Georgia Davies          | Gran Bretagna        | 28"05 | Q    |
| 3    | 4        | 4      | Mercedes Peris          | Spagna               | 28"24 | Q    |
| 4    | 4        | 5      | Francesca Halsall       | Gran Bretagna        | 28"25 | Q    |
| 5    | 5        | 6      | Arianna Barbieri        | Italia               | 28"32 | Q    |
| 6    | 5        | 5      | Aljaksandra Herasimenja | Bielorussia          | 28"34 | Q    |
| 7    | 4        | 3      | Aleksandra Urbańczyk    | Polonia              | 28"40 | Q    |
| 8    | 3        | 5      | Daria Ustinova          | Russia               | 28"43 | Q    |
| 9    | 5        | 3      | Simona Baumrtová        | Rep. Ceca            | 28"79 | Q    |
| 10   | 4        | 2      | Katinka Hosszú          | Ungheria             | 28"81 | Q    |
| 11   | 5        | 7      | Elena Gemo              | Italia               | 28"83 | Q    |
| 12   | 4        | 6      | Sanja Jovanović         | Croazia              | 28"86 | Q    |
| 13   | 3        | 2      | Elizabeth Simmonds      | Gran Bretagna        | 28"88 |      |
| 14   | 3        | 1      | Mathilde Cini           | Francia              | 28"89 | Q    |
| 15   | 3        | 0      | Mimosa Jallow           | Finlandia            | 28"91 | Q    |
| 15   | 5        | 0      | Carlotta Zofkova        | Italia               | 28"91 |      |
| 15   | 3        | 3      | Duane Da Rocha          | Spagna               | 28"91 | Q    |
| 18   | 4        | 7      | Anni Alitalo            | Finlandia            | 29"05 | Q    |
| 19   | 3        | 8      | Ida Lindborg            | Svezia               | 29"06 |      |
| 20   | 2        | 3      | Justine Ress            | Francia              | 29"15 |      |
| 21   | 5        | 8      | Beryl Gastaldello       | Francia              | 29"17 |      |
| 22   | 5        | 1      | Klaudia Nazieblo        | Polonia              | 29"20 |      |
| 23   | 4        | 1      | Svetlana Khokhlova      | Bielorussia          | 29"21 |      |
| 24   | 3        | 6      | Marija Kameneva         | Russia               | 29"24 |      |
| 25   | 5        | 2      | Amit Ivry               | Israele              | 29"25 |      |
| 26   | 2        | 5      | Ekaterina Tomashevskaya | Russia               | 29"28 |      |
| 27   | 2        | 1      | Caroline Pilhatsch      | Austria              | 29"46 |      |
| 27   | 2        | 4      | Ava Schollmayer         | Slovenia             | 29"46 |      |
| 29   | 4        | 8      | Alicja Tchórz           | Polonia              | 29"47 |      |
| 30   | 5        | 9      | Camille Gheorghiu       | Francia              | 29"50 |      |
| 31   | 3        | 7      | Ingibjörg Jónsdóttir    | Islanda              | 29"52 |      |
| 32   | 2        | 6      | Desiree Felner          | Austria              | 29"71 |      |
| 33   | 2        | 2      | Alina Vats              | Ucraina              | 29"72 |      |
| 34   | 2        | 0      | Patricia Hais           | Austria              | 29"81 |      |
| 35   | 3        | 9      | Magdalena Kuras         | Svezia               | 29"92 |      |
| 36   | 2        | 8      | Hanna-Maria Seppälä     | Finlandia            | 29"96 |      |
| 37   | 4        | 9      | Aliaksandra Kavaleva    | Bielorussia          | 30"01 |      |
| 38   | 1        | 5      | Sigrid Sepp             | Estonia              | 30"11 |      |
| 39   | 2        | 7      | Karin Tomecková         | Slovacchia           | 30"14 |      |
| 40   | 1        | 4      | Susanne Hirvonen        | Finlandia            | 30"16 |      |
| 41   | 2        | 9      | Julia Kukla             | Austria              | 30"61 |      |
| 42   | 1        | 2      | Kaetlin Sepp            | Estonia              | 30"72 |      |
| 43   | 1        | 3      | Eva Gliožerytė          | Lituania             | 31"01 |      |
| 44   | 1        | 6      | Amina Kajtaz            | Bosnia ed Erzegovina | 31"54 |      |
| —    | 4        | 0      | Katarína Listopadová    | Slovacchia           |       | DNS  |

### Semifinali

#### Semifinali 1
| Pos. | Corsia | Atleta                  | Nazionalità   | Tempo | Note |
| ---- | ------ | ----------------------- | ------------- | ----- | ---- |
| 1    | 4      | Georgia Davies          | Gran Bretagna | 28"13 | Q    |
| 2    | 5      | Francesca Halsall       | Gran Bretagna | 28"19 | Q    |
| 3    | 3      | Aljaksandra Herasimenja | Bielorussia   | 28"46 | Q    |
| 4    | 6      | Daria Ustinova          | Russia        | 28"48 | Q    |
| 5    | 7      | Sanja Jovanović         | Croazia       | 28"50 |      |
| 6    | 1      | Mimosa Jallow           | Finlandia     | 28"71 |      |
| 7    | 2      | Katinka Hosszú          | Ungheria      | 28"86 |      |
| 8    | 8      | Anni Alitalo            | Finlandia     | 28"94 |      |

#### Semifinali 2
| Pos. | Corsia | Atleta               | Nazionalità | Tempo | Note |
| ---- | ------ | -------------------- | ----------- | ----- | ---- |
| 1    | 4      | Mie Nielsen          | Danimarca   | 27"78 | Q    |
| 2    | 5      | Mercedes Peris       | Spagna      | 27"91 | Q    |
| 3    | 3      | Arianna Barbieri     | Italia      | 28"30 | Q    |
| 4    | 7      | Elena Gemo           | Italia      | 28"44 | Q    |
| 5    | 6      | Aleksandra Urbańczyk | Polonia     | 28"49 |      |
| 6    | 1      | Mathilde Cini        | Francia     | 28"55 |      |
| 7    | 2      | Simona Baumrtová     | Rep. Ceca   | 28"64 |      |
| 8    | 8      | Duane Da Rocha       | Spagna      | 28"81 |      |

### Finale
| Pos. | Corsia | Atleta                  | Nazionalità   | Tempo | Note |
| ---- | ------ | ----------------------- | ------------- | ----- | ---- |
|      | 6      | Francesca Halsall       | Gran Bretagna | 27"81 |      |
|      | 3      | Georgia Davies          | Gran Bretagna | 27"82 |      |
|      | 4      | Mie Nielsen             | Danimarca     | 27"87 |      |
| 4    | 5      | Mercedes Peris          | Spagna        | 27"98 |      |
| 5    | 2      | Arianna Barbieri        | Italia        | 28"36 |      |
| 6    | 1      | Aljaksandra Herasimenja | Bielorussia   | 28"37 |      |
| 7    | 7      | Elena Gemo              | Italia        | 28"59 |      |
| 8    | 8      | Daria Ustinova          | Russia        | 28"63 |      |